# Khu lưu niệm Đại thi hào Nguyễn Du
Khu lưu niệm Đại thi hào Nguyễn Du là quần thể những di tích liên quan đến cuộc đời, sự nghiệp của Đại thi hào và dòng họ Nguyễn Tiên Điền. Các điểm di tích phân bố trên địa bàn xã Tiên Điền, huyện Nghi Xuân, tỉnh Hà Tĩnh. Là một quần thể di tích vườn, mà ở đó vừa có sự tách bạch, vừa có sự liên hoàn trong một tổng thể không gian khép kín, là một trong những khu di tích đậm tính nguyên bản của sự mộc mạc của nét làng Việt cổ. Ngày 27/9/2012, Thủ tướng Chính phủ đã ký Quyết định số 1419/QĐ-TTg, xếp hạng Khu lưu niệm Đại thi hào Nguyễn Du là Di tích quốc gia đặc biệt.
Quần thể di tích gồm: Khu lưu niệm chính; Mộ đại thi hào Nguyễn Du; Đền thờ và mộ Nguyễn Nghiễm; Đền thờ Nguyễn Trọng; Khu lăng văn sự.
Cuối năm 2015, tại di tích Quốc gia đặc biệt này đã diễn ra các hoạt động kỷ niệm 250 năm ngày sinh của danh nhân văn hóa thế giới Nguyễn Du.

## Khu lưu niệm chính
Nhà thờ Nguyễn Du: Năm 1824, Nguyễn Ngũ (con Nguyễn Du) cùng con cháu trong dòng họ đã đưa hài cốt danh nhân về nhà cải táng và lập đền thờ ngay trên khu vườn nhà cũ của ông tại xóm Tiền, thôn Lương Năng (thuộc thôn Hòa Thuận ngày nay). Đến năm 1940, nhà thờ bị xuống cấp, hội Khai trí Tiến đức hỗ trợ 420 quan tiền giao cho cụ nghè Nguyễn Mai (đậu tiến sĩ năm 1904) chỉ đạo và giám sát việc di dời về đặt trong khu vườn gia tộc họ Nguyễn Tiên Điền. Nhà thờ được xây dựng theo kiểu chữ đinh (gồm thượng điện và hạ điện), nội thất còn lưu lại bài vị bằng đá ghi tên hiệu, tuổi, tước vị (phẩm trật) của Nguyễn Du và lư hương phía ngoài còn lưu giữ được đôi câu đối quý giá của vua Minh Mệnh điếu Nguyễn Du lúc mất tại Huế. Năm 2011, thực hiện chương trình mục tiêu quốc gia, nhà thờ Đại thi hào Nguyễn Du được nâng cấp (xây thêm một tòa nhà bằng gỗ trước đền thờ hội Khai trí Tiến đức xây năm 1940) và khánh thành vào dịp kỷ niệm 247 năm sinh của Người vào tháng 11 năm 2012.
Nhà Văn thánh - Bình văn: (Tư văn 1 và 2). Trước đây là "Văn miếu" hàng huyện thờ Khổng Tử và bài vị các nhà khoa bảng huyện Nghi Xuân, ban đầu đặt ở xã Xuân Viên. Khoảng năm 1735, Nguyễn Nghiễm sau khi đậu tiến sỹ, nhân đó đã xây "Văn miếu" trong khu vườn của dòng họ Nguyễn Tiên Điền. Hàng năm cứ dịp xuân về các bậc túc nho trong vùng hội tụ về đây bình văn, ngâm thơ.Đàn tế, bia đá Nguyễn Quỳnh: Năm 1762, sau khi Nguyễn Nghiễm được thăng chức Tể tướng, ông cùng con là Nguyễn Khản và em là Nguyễn Trọng, lập đàn tế, dựng bia đá tưởng nhớ công ơn sinh thành của cha là Nhuận quận công Nguyễn Quỳnh và mẹ là Phan Thị Minh. Lời khắc trên bia, mặt trước là sắc phong truy tặng phẩm trật của cụ Nguyễn Quỳnh và bà Phan Thị Minh, mặt sau có chữ "Phúc" và dòng lạc khoản ghi tên, hiệu, chức tước của Nguyễn Nghiễm và Nguyễn Khản.
Hai cây cổ thụ: Cây muỗm và cây bồ lỗ. Trước đây, ông nội Nguyễn Du có trồng 3 cây trong khu vườn gia tộc Nguyễn Tiên Điền vào khoảng những năm 1715-1720. Năm 1956, cây rỏi bị đổ. Nay chỉ còn cây muỗm và cây bồ lỗ. Đây là những cây có tuổi thọ lâu năm nhất trong Khu lưu niệm Nguyễn Du.
Không gian văn hóa Nguyễn Du: Được khởi công xây dựng vào năm 2000, thiết kế dựa theo ý tưởng kiến trúc đình làng Việt, gồm thư viện Nguyễn Du có diện tích 500 m2 với 1 phòng đọc đa chức năng; Hội trường nhà bảo tàng Nguyễn Du, trưng bày, giới thiệu 700 hiện vật quý hiếm liên quan đến cuộc đời, sự nghiệp của Nguyễn Du, dòng họ Nguyễn - Tiên Điền và trước tác Truyện Kiều. Ngoài sân không gian văn hóa được đặt tượng đồng tượng trưng Nguyễn Du vào năm 2002. Năm 2010, Bộ Văn hóa - Thể thao và Du lịch đã xây dựng lắp đặt trung tâm Trung tâm ngân hàng dữ liệu di sản văn hóa tại đây.

## Mộ Đại thi hào Nguyễn Du
Năm 1820, Nguyễn Du mất tại kinh đô Huế vào ngày 10 tháng 8 năm Canh Thìn (ngày 16/9/1820), thọ 55 tuổi. Mộ được an táng tại cách đồng Bàu Đá, xã An Ninh, huyện Quảng Điền, tình Thừa Thiên, gần kinh thành Huế. Năm 1824, con là Nguyễn Ngũ và cháu là Nguyễn Thắng vào kinh đô cất bốc di dời làm thủ tục cải táng trong vườn nhà cũ tại xóm Tiền, thôn Lương Năng (nay là thôn Hòa Thuận). Năm 1826, Nguyễn Ngũ lại xin dòng họ dịch chuyển ra cách đó 500 m. Thời gian sau khoảng đầu thế kỷ XX, lại được con cháu chuyển ra khu nghĩa trang tại xứ Đồng Cùng, thuộc thôn Tiền Giáp. Ban đầu mộ được xây bằng gạch chỉ. Năm 1965, Giáo sư Đặng Thai Mai và lớp học trò từ Hà Nội vào đặt mộ chí bằng đá: "Tiên Điền, Nguyễn Du tiên sinh chi mộ". Năm 2005, khu mộ Đại thi hào được nâng cấp khang trang hơn. Năm 2015, để kỷ niệm 250 năm ngày sinh, khu mộ Đại thi hào Nguyễn Du Năm 1965, Giáo sư Đặng Thai Mai và lớp học trò từ Hà Nội vào đặt mộ chí bằng đá: "Tiên Điền, Nguyễn Du tiên sinh chi mộ". Năm 2005, khu mộ Đại thi hào được nâng cấp khang trang hơn. Năm 2015, để kỷ niệm 250 năm ngày sinh, khu mộ Đại thi hào Nguyễn Du được ốp đá.

## Vườn cũ của Đại thi hào Nguyễn Du
Ở Giáp Tiền, thôn Lương Năng, làng Tiên Điền, là nơi Nguyễn Du ở ẩn trong khoảng 6 năm (1796 - 1802) và là nơi nghỉ dưỡng lúc về quê khi đang làm quan với nhà Nguyễn. Trước đây, ngôi nhà cũ có nhà chính, nhà ngang làm bằng gỗ, kết cấu 3 gian lợp ngói ta, sau khi đại thi hào mất, ngôi nhà được dùng làm nhà thờ. Khoảng năm 1934 -1935 bị hỏng, năm 1940, Hội Khai trí Tiến đức xây đền thờ Nguyễn Du trong vườn cũ của họ Nguyễn tại thôn Hồng Lam ngày nay (nhà thờ hiện tại). Năm 1960 - 1965, Bộ Văn hóa và tỉnh Hà Tĩnh có chủ trương quy hoạch khu vườn cũ, đưa phần mộ của đại thi hào ở khu vực Đồng Cùng về tại đây nhưng kế hoạch không được thực hiện. Hiện nay khu vườn cũ nằm trong khuôn viên sân trường tiểu học Tiên Điền và trên vườn cũ còn dấu tích có một cây đại cổ thụ mà tương truyền chính Nguyễn Du trồng.

## Đền thờ và mộNguyễn Nghiễm
Nguyễn Nghiễm là con trai thứ 2 của Lĩnh Nam Công Nguyễn Quỳnh và là thân phụ Đại thi hào Nguyễn Du. Ông là nhà chính trị, nhà giáo dục, nhà sử học uyên bác và là người đứng đầu về cử nghiệp, khoa bảng của họ Nguyễn - Tiên Điền. Ông đậu tiến sỹ năm 1731, làm Tế tửu Quốc tử giám năm 1742, năm 1762 được thăng Tể tướng và có gần 50 năm hoạt động trên chính trường Lê - Trịnh, dù ở ngoài làm tướng võ cầm quân, trong triều làm tướng văn trị nước, ở chức nào Nguyễn Nghiễm cũng nổi tiếng tài giỏi và để lại nhiều trước tác có giá trị như "Quân trung liên vịnh", "Xuân Đình tập vịnh", "Cổ lễ nhạc thi văn" và bài phú "Khổng tử mộng Chu công". Đền thờ được xây dựng khi ông còn sống (sinh từ) thuộc thôn Bảo Kệ, xã Tiên Điền.
Các đồ thờ tự trong đền phần lớn bằng chất liệu đá Thanh. Trước cửa đền đặt ngựa đá, voi đá và tượng tướng quân cầm binh khí túc trực nghiêm trang. Kính trọng và ngưỡng mộ đức tài của Nguyễn Nghiễm, nhân dân thường gọi là đền thờ Đức Đại vương Hai.

## Đền thờ Nguyễn Trọng
Ông sinh năm 1710, mất năm 1789, là người giỏi về văn thơ, y, lý, số, đặc biệt là y học. Đền thờ Nguyễn Trọng được xây dựng khi ông còn sống ở thôn Tiên Quang, xã Tiên Điền ngày nay. Trong khuôn viên còn có mộ phần của ông. Kiến trúc đền thờ đơn giản, trong nội thất còn giữ lại nhiều đồ tế khí, hoành phi, câu đối có giá trị. Trước đền thờ có voi, ngựa đá, tượng người bằng gỗ, đặc biệt có tấm bia: "Tích thiện gia huấn", ghi lời dạy của ông cho con cháu trong nhà và các thế hệ đời sau.

## Khu lăng văn sự
Lăng văn sự trước đây nằm gần bờ sông Lam, thuộc giáp Đông, thôn Lương Năng. Là mộ tổ đời thứ 3 của họ Nguyễn Tiên Điền, mộ của Thuật Hiên Công Nguyễn Khản (anh cùng cha khác mẹ của Đại thi hào Nguyễn Du) từng là trụ cột của triều đình. Do sạt lở nên khu mộ được chuyển vào chỗ hiện nay, cách vị trí cũ 200 m. Khu lăng mới có diện tích 120 m2, xây tường bao quanh, cổng vào đắp cuốn thư với 4 chữ "địa linh nhân kiệt" (đất thiêng người tài). Khu lăng hiện nay có các ngôi mộ: Nguyễn Thể (bố Nguyễn Quỳnh), Thuật Hiên Công Nguyễn Khản, Phương Trạch hầu Nguyễn Ổn, Chính thất Lê quý thị (vợ Phương Trạch hầu), tiến sỹ Giới Hiên Công Nguyễn Huệ (bác ruột Nguyễn Du) và Chính thất Nguyễn quý thị (vợ Nguyễn Huệ).

## Quy hoạch mở rộng
Ngày 20/12/2013, Thủ tướng Chính phủ có Quyết định số 2542/QĐ-TTg, phê duyệt Quy hoạch tổng thể bảo tồn, tôn tạo Khu lưu niệm Nguyễn Du, (huyện Nghi Xuân, tỉnh Hà Tĩnh) với phạm vi nghiên cứu xác định khoảng 340 ha.

## Giao thông
Khu lưu niệm Đại thi hào Nguyễn Du nằm cạnh Quốc lộ 8B, cách Thành phố Vinh 7 km, cách Thành phố Hà Tĩnh 50 km, cách Cầu Cửa Hội 12 km. Đường sá đi lại thuận tiện.